# DuMont Television Network

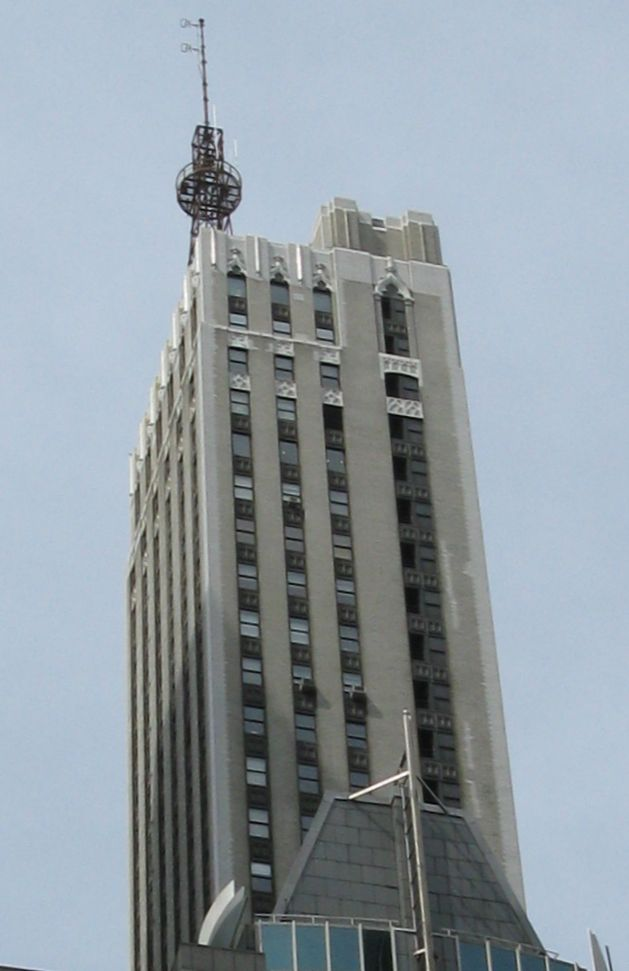
El Edificio DuMont en 515 Madison Avenue de Nueva York, 2008.

DuMont Television Network fue la primera cadena de televisión netamente comercial en el mundo, la cual comenzó sus operaciones en los Estados Unidos en 1946. Era propiedad de DuMont Laboratories, una fábrica de televisores y equipos televisivos. La cadena estuvo restringida por el alto costo de transmisión, las regulaciones de la Comisión Federal de Comunicaciones que restringían el crecimiento de la compañía, e incluso por su aliado en la compañía, Paramount Pictures. A pesar de que innovó en las transmisiones televisivas y creó algunas de las más grandes estrellas de la televisión de los años 50, la cadena nunca encontró una base financiera sólida. Forzada a expandirse en canales UHF cuando dicha banda aún no era rentable, DuMont cesó sus transmisiones en 1956.
Debido a su corta existencia, algunos historiadores de la TV estadounidense se refieren a DuMont como la "Cadena olvidada" (Forgotten Network) Unos pocos programas populares de DuMont, como Cavalcade of Stars y el ganador de un Emmy, Life is Worth Living, aparecen en retrospectivas televisivas o son mencionadas brevemente en libros acerca de la historia de la TV en EE. UU., dado que la mayoría de la programación de la cadena fue destruida en los años 70.

## Historia

### Orígenes

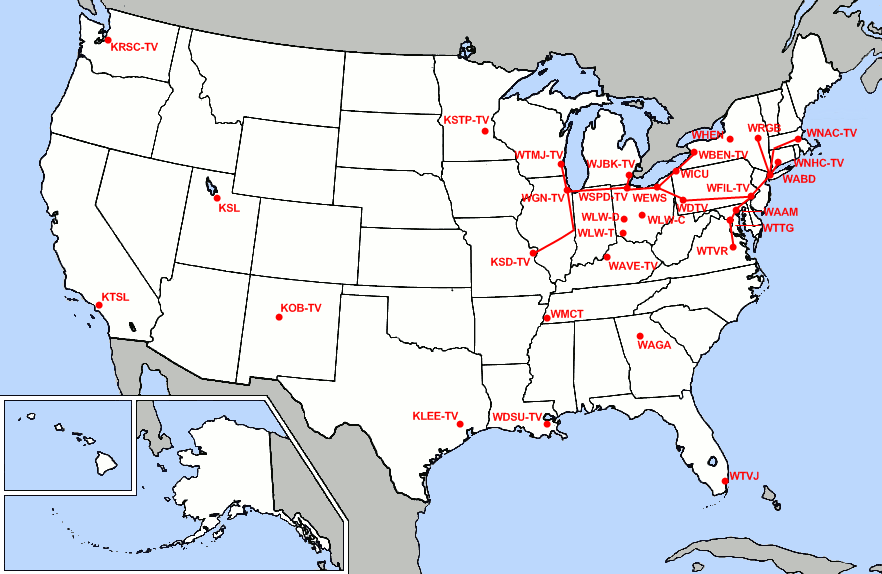
Los programas de DuMont se emitían en 32 ciudades en 1949. La red de cable coaxial emitía la señal en vivo desde Boston a St. Louis. Las otras estaciones recibían los programas mediante grabaciones en kinescopios.

DuMont Laboratories fue fundada en 1931 por el Dr. Allen B. DuMont. Él y su equipo fueron responsables de muchas innovaciones técnicas, incluyendo el primer televisor completamente electrónico en 1938. Los televisores de la compañía se convirtieron luego en el estándar de la industria.
Unos pocos meses después de vender su primer televisor, DuMont abrió una estación televisiva experimental en Nueva York, denominada W2XWV. A diferencia de la CBS y la NBC, DuMont continuó sus transmisiones experimentales durante la Segunda Guerra Mundial. En 1944, W2XWV se convirtió en WABD (en honor a las iniciales de DuMont), la tercera estación televisiva comercial en Nueva York. El 19 de mayo de 1945, DuMont abrió la estación experimental W3XWT en Washington D. C. Una participación minoritaria en DuMont Laboratories era de Paramount Pictures, la cual pagó $400.000 en 1939 por el 40% de la compañía. Paramount tenía interés en generar televisión por su propia cuenta, habiendo lanzado estaciones experimentales en Los Ángeles en 1939 y Chicago en 1940, pero la asociación de DuMont con Paramount finalmente pareció ser un grave error para la cadena.
Poco después de la salida al aire de su estación en Washington, DuMont comenzó las conexiones experimentales con cable coaxial entre sus laboratorios en Passaic, Nueva Jersey, y sus dos estaciones. Una de esas conexiones llevó el anuncio de que Estados Unidos lanzó la bomba atómica en Nagasaki, el 9 de agosto de 1945. Esto fue considerado posteriormente como el inicio oficial de la cadena DuMont por parte de Thomas T. Goldsmith, ingeniero jefe de la cadena y mejor amigo de DuMont, y el mismo Dr. DuMont. El servicio regular de la cadena comenzó el 15 de agosto de 1946, con WABD y W3XWT. En 1947, W3XWT se convirtió en WTTG, en honor a las iniciales de Goldsmith. A dicho par se integró en 1949 la estación WDTV en Pittsburgh.
A pesar de que la NBC era conocida por sus conexiones entre estaciones desde 1941, DuMont recibió sus licencias de estaciones antes de que la NBC reanudara sus transmisiones esporádicas en la postguerra. La ABC recién apareció como una cadena de radio en 1943 y no entró al mercado de la televisión hasta 1948, cuando adquirió una estación en Nueva York. La CBS también tuvo que esperar hasta 1948 para iniciar sus operaciones en cadena debido a que estaba esperando a que la Comisión Federal de Comunicaciones aprobara su sistema de televisión en color. Otras compañías - incluyendo Mutual Broadcasting System, Yankee Network, y la misma Paramount - estaban interesadas en iniciar cadenas televisivas, pero luego declinaron sus propuestas debido a las restricciones de la Comisión Federal de Comunicaciones (FCC en su sigla en inglés).

### Programación

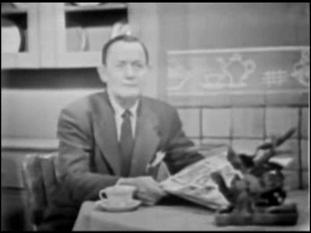
Escena de Rocky King, Inside Detective, uno de los programas más populares de DuMont

DuMont se caracterizó por ser una cadena innovadora y creativa, ya que a diferencia de las otras cadenas, no poseía el soporte que les entregaban las radioemisoras. Dada esta situación, DuMont realizó una gran cantidad de programas propios, así como realizó conexiones con el Teatro de Broadway para proveer programas originales, los cuales son recordados hasta el día de hoy.
La cadena también ignoró el estándar del modelo de negocios televisivos de los años 50, en el cual el anunciante auspiciaba el programa completo, permitiendo a él tener control completo de sus contenidos. En vez de ello, DuMont vendía comerciales a varios anunciantes, liberando a los productores de los programas del poder de veto vendido a un solo anunciante. Este se convertiría luego en el estándar de la televisión estadounidense.
DuMont también posee otro importante lugar en la historia de la televisión norteamericana. La salida al aire de WDTV hizo posible que las estaciones en el Medio Oeste recibir la programación en vivo de las estaciones en la Costa Este, y viceversa. Antes de aquello, las cadenas se separaban en cadenas regionales para las dos zonas horarias en el caso de la programación en vivo, y la Costa Oeste recibía la programación de la cadena en kinescopios (cintas de cine grabadas directamente desde las pantallas de televisión en vivo) originados en la Costa Este. El 11 de enero de 1949, el cable coaxial que conecta el Este con el Oeste Medio fue activado. La ceremonia, encabezada por DuMont y WDTV, fue emitida en las cuatro cadenas televisivas de ese entonces. WGN en Chicago y WABD en Nueva York eran capaces de intercambiar programas a través de un cable coaxial cuando WDTV en Pittsburgh salió al aire, debido a que la estación completó la cadena de la Costa Este al Oeste Medio, permitiendo a las estaciones de ambas regiones emitir el mismo programa al mismo tiempo, el cual aún es el estándar en la televisión de Estados Unidos. Debieron pasar dos años más antes de que la Costa Oeste tuviera programación en vivo, pero éste fue el comienzo de la era moderna en las cadenas televisivas.

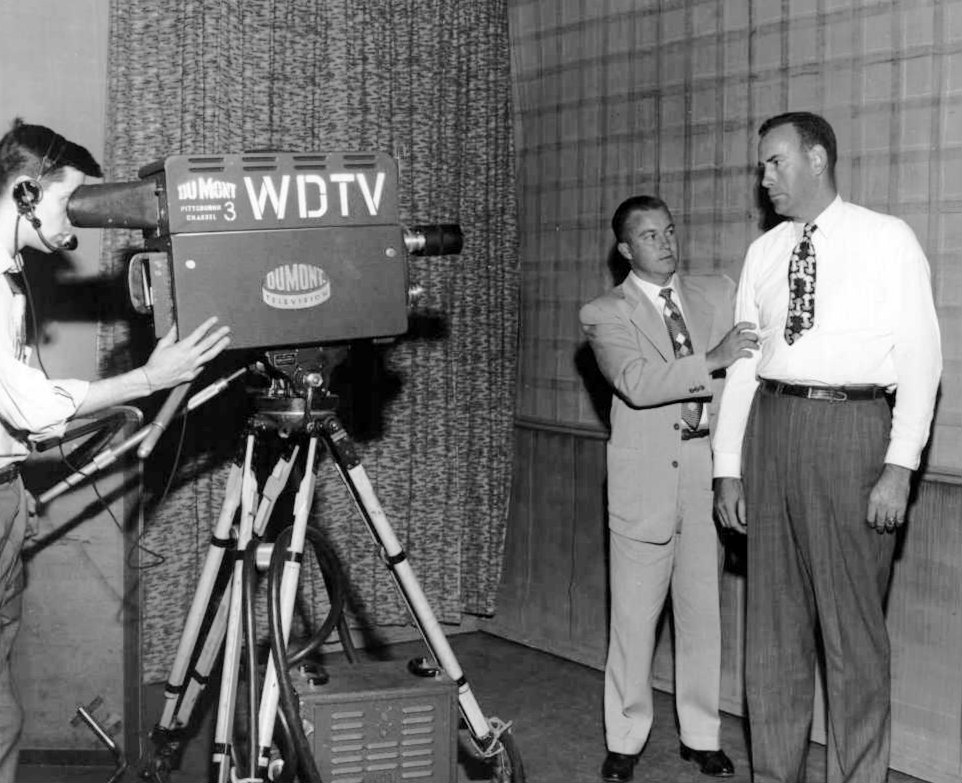
Transmisión en WDTV de We, the People el 18 de abril de 1952. El invitado es el jugador Bill Bevens (New York Yankees).

Las primeras transmisiones provenían desde las oficinas centrales en DuMont's 515 Madison Avenue, pero pronto se ubicó un lugar adicional, incluyendo un teatro, en la franquicia neoyorquina de la tienda departamental Wanamaker's en Ninth Street con Broadway. Después, unos espacios del Teatro Adelphi en 54th Street y el Teatro Ambassador en West 49th Street le dieron a la cadena un sitio para programas de variedades, y en 1954, el denominado "DuMont Tele-Centre" fue abierto en la antigua Jacob Ruppert's Central Opera House ubicada en 205 East 67th Street.
DuMont emitió la primera comedia de situaciones, Mary Kay and Johnny, así como también el primer serial televisado por cadena, Faraway Hill. Cavalcade of Stars, un show de variedades animado por Jackie Gleason, fue el lugar de nacimiento de The Honeymooners (Gleason se fue a la CBS en 1952). El obispo Fulton J. Sheen, con su programa religioso Life Is Worth Living, compitió con Milton Berle en varias ciudades, y fue el primer programa que compitió exitosamente en las mediciones de audiencia contra el denominado "Mr. Television". En 1952, Sheen ganó un Emmy. Otros programas destacados de la cadena incluyen:
- Ted Mack's Original Amateur Hour, el cual comenzó en la radio en los años 30 con su anfitrión original Major Bowes.
- The Morey Amsterdam Show, una comedia y show de variedades presentado por Morey Amsterdam, el cual comenzó en la CBS antes de cambiarse a DuMont en 1949.
- Captain Video and His Video Rangers, una serie de ciencia ficción muy popular entre los niños de la época[17][18]
- The Arthur Murray Party, un programa de baile.
- Down You Go, un programa de concursos.
- Rocky King, Inside Detective, una serie de suspenso con la participación estelar de Roscoe Karns.
- The Plainclothesman, una serie de detectives realizada en primera persona.
- Cobertura en vivo de eventos de boxeo y lucha profesional.
- The Johns Hopkins Science Review, un programa educativo ganador del Premio Peabody.
- Cash and Carry, el primer programa de concursos emitido en televisión.

A pesar de que la programación de DuMont se emitió antes de la aparición de las videocintas, muchos de los programas de DuMont fueron capturados en kinescopios. Estos kinescopios se dice fueron almacenados en una bodega hasta los años 70. La actriz Edie Adams, la esposa del comediante Ernie Kovacs testificó en 1996 durante un panel de la Biblioteca del Congreso de Estados Unidos acerca de la preservación de la televisión y video. Adams señaló que se le otorgó poco valor a dichas películas por lo que los kinescopios almacenados fueron cargados en tres camiones y lanzados a la Bahía de Nueva York. A pesar de aquello, un cierto número de programas de DuMont sobreviven en el Museo de la Radio y Televisión en Los Ángeles, en la Colección de los Premios Peabody en la Universidad de Georgia, y el Museo de las Comunicaciones Radiotelevisivas en Chicago.
A pesar de que la mayoría del archivo fílmico de DuMont fue destruido, varios programas sobrevivientes han sido relanzados en DVD. Un gran número de episodios de Life Is Worth Living han sido salvados, y son emitidos semanalmente en la cadena de cable religioso EWTN, y también hay una colección de aquel programa en DVD. Varias compañías que distribuyen DVD en Internet han relanzado un pequeño número de episodios de Cavalcade of Stars y The Morey Amsterdam Show. Dos programas más de DuMont, Captain Video and His Video Rangers y Rocky King, Inside Detective, poseen una pequeña cantidad de episodios sobrevivientes, los cuales han sido relanzados comercialmente por al menos un gran distribuidor de programas de dominio público.

#### Premios
Los programas de DuMont eran de bajo presupuesto, y la cadena recibió relativamente pocos premios de la industria televisiva. La mayoría de los premios durante los años 50 fueron para la NBC y la CBS, los cuales poseían vasta experiencia en la industria radiofónica y el relativamente nuevo mercado televisivo. DuMont, a pesar de aquello, igualmente ganó premios durante sus años de operación.
Durante la temporada 1952-1953, el obispo Fulton J. Sheen, anfitrión de Life is Worth Living, ganó un Premio Emmy a Mejor Personalidad. Sheen derrotó a Arthur Godfrey, Edward R. Murrow y Lucille Ball, todos ellos de CBS, los cuales también estaban nominados en la misma categoría.
DuMont recibió una nominación a los Emmy por Down You Go, un popular programa de concursos de la temporada 1952-1953 (en la categoría Mejor Programa de Concursos o de Participación del Público). La cadena estuvo nominada dos veces por su cobertura del fútbol americano profesional durante las temporadas 1953-1954 y 1954-1955.
The Johns Hopkins Science Review, un programa de asuntos internos, ganó un Premio Peabody en 1952 en la categoría de Educación. El Emmy de Sheen y el Peabody de Science Review fueron los únicos premios nacionales que recibió la cadena DuMont.

#### Audiencias
Las primeras mediciones de audiencia en televisión fueron realizadas por la compañía de C. E. Hooper de Nueva York. DuMont aparecía con buenos resultados en las mediciones de Hooper; el programa de DuMont, The Original Amateur Show, fue el programa más popular de la temporada 1947-1948. La revista Variety ubicó al programa de DuMont Cavalcade of Stars como el décimo programa más popular de la temporada 1949-1950.
En febrero de 1950, el competidor de Hooper, A.C. Nielsen, compró el sistema de mediciones de Hooper. Pocas series de DuMont aparecieron en las mediciones de Nielsen; y ningún programa de DuMont aparecía en las listas anuales de Nielsen acerca de los 20 programas más populares. Uno de los programas más populares de la cadena DuMont durante los años 50, Life is Worth Living, recibió un rating de 11,1 millones de personas, superando la "barrera simbólica" de los 10 millones de televidentes. El programa de Sheen, realizado en primera persona y que hablaba de filosofía, psicología y otros campos de conocimiento desde una perspectiva cristiana, ha sido hasta ahora el programa religioso más visto en la historia de la TV estadounidense. 169 estaciones locales emitieron dicho programa, y por tres años el programa competía exitosamente contra el popular programa de la NBC, The Milton Berle Show, el cual era auspiciado por Texaco. Los programas de la ABC y la CBS que se emitían en la misma franja horaria fueron cancelados. En 1952, la revista Time informó que el popular programa de concursos, Down You Go, poseía una audiencia estimada de 16 millones.

### Claudicando desde el inicio
DuMont partió sus transmisiones con una básica desventaja: a diferencia de la NBC y la CBS, no poseía una cadena de radioemisoras de la cual obtener beneficios adicionales y grandes personalidades. Además, la mayoría de las licencias eran otorgadas a radiodifusores ya establecidos, y las personas con largas relaciones con el mercado radiofónico tomaron ventaja en el nuevo medio. Como la CBS y la NBC tenían su equipo ya consolidado en la radio, comenzaron a ofrecer programas basados en los realizados en radio, o presentados por estrellas de radio. Las primeras estaciones televisivas, que debían decidir entre afiliarse a una CBS que poseía a Lucille Ball, Jack Benny, y Ed Sullivan; o DuMont que poseía a unos desconocidos a Jackie Gleason y Fulton Sheen, elegían a CBS por poseer estrellas ya consolidadas. En los mercados pequeños, con un número limitado de estaciones de TV, DuMont y la ABC eran a menudo relegadas a un estatus secundario, por lo que sus programas solo eran emitidos después de que se emitían en la cadena, y se emitían con retraso debido al envío de los kinescopios (o teletranscripciones como era denominado por DuMont).
DuMont aspiraba a crecer más allá de sus tres estaciones, postulando para licencias en Boston (o Cincinnati, dependiendo de la fuente) y Cleveland. Esto habría permitido que la cadena tuviera cinco estaciones, el máximo permitido por la Comisión Federal de Comunicaciones en ese tiempo. Sin embargo, DuMont era estorbado por las dos estaciones que poseía su socio Paramount, KTLA en Los Ángeles y WBKB-TV (actual WBBM-TV) en Chicago. A pesar de que estas estaciones nunca emitieron programación de DuMont (con la excepción de KTLA solo en 1947-1948), y de hecho eran competencia con las afiliadas de DuMont en dichas ciudades, la FCC señaló que las dos licencias de Paramount eran en teoría estaciones administradas y operadas por DuMont, lo que colocaba a la cadena en la situación del máximo permitido de cinco señales.
Sumado a los problemas internos de DuMont, en 1948 la FCC congeló la otorgación de licencias de televisión. Esto fue hecho para organizar los miles de peticiones que recibían, pero también para planificar la ubicación y estándares técnicos de transmisión. Con esto se volvió claro que los 12 canales (El canal 1 fue removido del uso para transmisiones televisivas) no serían suficientes para el servicio de televisión nacional. Lo que iba a ser una "congelación" de seis meses, duró hasta 1952, cuando la FCC liberó el espectro UHF. La FCC, sin embargo, no le exigió a los fabricantes de televisores que incluyeran la posibilidad de recibir canales en UHF. Debido a esto, para ver las estaciones en UHF, la mayoría de la gente debía comprar un caro convertidor. Sin embargo, la calidad de l a señal era marginal en sus inicios. Junto a esto se sumaba la restricción de las señales en VHF para los mercados televisivos pequeños y medianos. No se les exigió a los televisores tener recepción en UHF hasta 1964.
Forzado a transmitir en la banda UHF para expandirse, DuMont adquirió una pequeña estación en UHF en Kansas City en 1954, pero emitió solo por tres meses antes de salir del aire debido a sus pérdidas económicas, y tras competir con tres estaciones establecidas en VHF.

### El final
DuMont sobrevivió en los primeros años de la década de 1950 debido a WDTV en Pittsburgh, la única estación VHF de tipo comercial en el que en ese entonces era el sexto mayor mercado de TV. La única competencia de WDTV provenía de estaciones en UHF y estaciones de from Johnstown, Pensilvania; Youngstown, Ohio; y Wheeling, Virginia Occidental. No hubo ninguna otra estación en VHF en Pittsburgh hasta 1957, finalizando el monopolio de facto en la televisión de dicha ciudad. Desde que WDTV poseía afiliaciones secundarias con las otras tres grandes cadenas, DuMont usaba esto como un pequeño trato para que sus programas fueran emitidos en otros grandes mercados de TV.
A pesar de sus apuros financieros, en 1953 DuMont parecía ir encaminada en establecerse como la tercera cadena nacional. Los programas de DuMont eran emitidos en vivo en 16 estaciones, pero solo seis de ellas eran afiliadas primarias (las tres estaciones operadas y administradas por DuMont más WGN-TV en Chicago, KTTV en Los Ángeles y WTVN-TV (actual WSYX] en Columbus, Ohio). En contraste, ABC poseía un conjunto de cinco estaciones administradas y operadas por sí mismo, más nueve afiliadas primarias. ABC también poseía una cadena de radios (la cual surgió de la entonces Blue Network de NBC) a través de la cual obtuvo ingresos y lealtad con las afiliadas.
Sin embargo, durante este período DuMont había comenzado a diferenciarse de la  NBC y la CBS. DuMont permitía a sus auspiciadores elegir las estaciones en donde se emitirían sus publicidades, potencialmente resguardando a los avisadores varios millones de dólares. En contraste, la ABC operaba de manera similar a la de la CBS y la NBC, las cuales forzaban a los avisadores a adquirir varios espacios en un gran número de estaciones. Sin embargo, la ABC poseía solo 14 estaciones primarias, comparado con la CBS y la NBC, las cuales poseían 40 estaciones primarias cada una. En 1953, la ABC se había sobreextendido con varios riesgos y estuvo al borde la bancarrota.
El panorama se vio dramáticamente alterado en febrero de 1953, cuando la ABC fue comprado por United Paramount Theaters. La nueva adquisición proveyó a ABC de una necesaria inyección monetaria, lo cual le otorgó los recursos para proveer un servicio de televisión nacional a la escala de la CBS y la NBC. Además, a través del presidente de UPT, Leonard Goldenson, ganó los pleitos con los estudios de Hollywood, similares a los pleitos de DuMont con Broadway.
Notando que el acuerdo ABC-UPT revivió a la compañía, el personal de DuMont fue receptivo a una oferta de fusión con la ABC. Goldenson inmediatamente ofreció un trato con Ted Bergmann, director de administración de DuMont, bajo lo cual la fusionada cadena se llamaría ABC-DuMont hasta al menos 1958 y respetaría todos los acuerdos previos de DuMont. En cambio, DuMont recibiría 5 millones de dólares en efectivo, garantizando los tiempos de publicidad para los equipos de DuMont, y un futuro seguro para su personal. Una fusionada ABC-DuMont tendría que haber vendido una estación en Nueva York (WABD de DuMont o WJZ-TV de ABC (actual WABC-TV) así como otras dos estaciones. Habría sido también un coloso que competiría con la CBS y la NBC, dado que tendría estaciones propias en cinco de los 6 más grandes mercados televisivos (excepto en Filadelfia). También se habría mantenido el monopolio en Pittsburgh, y habría sido una de las dos cadenas que poseería una estación en la capital del país (siendo NBC la otra). Sin embargo, Paramount vetó el plan, cancelándose definitivamente dicha propuesta.
Sin ninguna otra manera de obtener dinero, DuMont vendió WDTV a Westinghouse Electric Corporation por 9,75 millones de dólares a fines de 1954. Mientras que esto le otorgó a DuMont una pequeña inyección monetaria, a la vez le quitó la influencia en otros mercados. Sin su monopolio de facto en Pittsburgh, los ingresos por publicidad disminuyeron a menos de la mitad en 1953. Para febrero de 1955, los ejecutivos de DuMont sentenciaron que la compañía no continuaría como cadena televisiva. Se decidió finalizar las operaciones como cadena y operar WABD y WTTG como estaciones independientes. El 1 de abril de 1955, la mayoría de los programas de entretención de DuMont fueron cancelados. El obispo Sheen emitió su último programa en DuMont el 26 de abril y luego se fue a la ABC. En mayo, solo ocho programas se mantenían en la cadena, manteniendo solo programas baratos y eventos deportivos en lo que quedaba de la cadena durante el verano. La cadena también abandonó el uso de su cable coaxial interurbano, en el cual había gastado 3 millones de dólares de 1954 para transmitir programas.
En agosto, Paramount, con la ayuda de otros accionistas, tomaron el control total de DuMont Laboratories. El último programa no deportivo en DuMont fue emitido el 23 de septiembre de 1955. Luego de ello, la cadena de DuMont fue utilizada solo para eventos deportivos ocasionales: la última transmisión de DuMont, un encuentro de boxeo, ocurrió el 6 de agosto de 1956.
DuMont juntó a WABD y WTTG bajo el nombre "DuMont Broadcasting Corporation". El nombre fue posteriormente cambiado a "Metropolitan Broadcasting Company" para distanciar a la compañía de la que fue un verdadero fracaso. John Kluge compró las acciones de Paramount en 4 millones de dólares en 1958, cambiando el nombre de la compañía a Metromedia en 1960. WABD se convirtió en WNEW-TV y después WNYW; WTTG aún transmite bajo su sigla inicial.
Durante 50 años, DuMont fue la única gran cadena de televisión que finalizó sus transmisiones al aire, hasta que las cadenas UPN y The WB salieron del aire en 2006 para fusionarse y formar la cadena The CW.

## Destino de las estaciones de DuMont
Las tres estaciones adquiridas por DuMont aún están operativas aunque ahora están afiliadas con otras cadenas. Coincidentemente, las tres son estaciones adquiridas y operadas por sus respectivas cadenas, así como cuando eran parte de DuMont. De las tres, solo WTTG de Washington mantiene su sigla original. WTTG y WABD de Nueva York (posteriormente WNEW-TV, y actualmente WNYW) sobrevivieron como estaciones independientes adquiridas por Metromedia hasta que fueron compradas por News Corporation para el lanzamiento de Fox Broadcasting Company, en 1986. Clarke Ingram, quien mantenía un sitio en Internet dedicado a DuMont, ha comentado en su página que Fox podría ser considerada un descendiente indirecto de DuMont. De hecho, las oficinas centrales de WNYW aún se encuentran en la antigua DuMont Tele-Centre, actualmente conocida como Fox Broadcasting Center.
Westinghouse cambió la sigla de WDTV a KDKA-TV en honor a la radioemisora del mismo nombre, y cambió su afiliación primaria a CBS inmediatamente después de la venta. La adquisición de la CBS por parte de Westinghouse en 1995 hizo de KDKA-TV una estación administrada y operada por la CBS.

## Afiliadas a DuMont
En su máximo apogeo en 1954, DuMont estaba afiliada con cerca de 200 estaciones de televisión. En aquellos días, las estaciones podían seleccionar qué programas emitir, y muchas estaciones estaban afiliadas con varias cadenas. La mayoría de las afiliadas a DuMont emitían poca programación de la cadena, eligiendo principalmente uno o dos programas populares (tales como Life is Worth Living) y/o programación deportiva los fines de semana. Pocas estaciones emitieron la programación completa de DuMont.
En sus últimos años, DuMont era emitido principalmente en los pobremente vistos canales UHF o solo tenía afiliaciones secundarias en estaciones VHF. DuMont terminó la mayoría de sus operaciones el 1 de abril de 1955, pero la transmisión esporádica continuó hasta agosto de 1956.

### Kinescopios
- Kinescopio de una identificación de DuMont Network (Internet Archive)
- Kinescopio del programa de DuMont The Adventures of Ellery Queen - The Hanging Acrobat (Internet Archive)
- Kinescopio del programa de DuMont Captain Video and His Video Rangers (Internet Archive)
- Kinescopio del programa de DuMont Cavalcade of Stars (Internet Archive)
- Kinescopio del programa de DuMont Kids & Company (Internet Archive)
- Kinescopio del programa de DuMont Life Is Worth Living (Internet Archive)
- Kinescopio del programa de DuMont Miss U.S. Television 1950 Contest (Internet Archive)
- Kinescopio del programa de DuMont The Morey Amsterdam Show (Internet Archive)
- Kinescopio del programa de DuMont The Old American Barn Dance (Internet Archive)
- Kinescopio del programa de DuMont Okay Mother (Internet Archive)
- Kinescopio del programa de DuMont On Your Way (Internet Archive)
- Kinescopio del programa de DuMont Rocky King - Detective (Internet Archive)
- Kinescopio del programa de Dumont School House (Internet Archive)
- Kinescopio del programa de DuMont Sense and Nonsense (Internet Archive)
- Kinescopio del programa de DuMont They Stand Accused (Internet Archive)
- Kinescopios de programas de DuMont (TV4U.com)

- Datos: Q1262316
- Multimedia: DuMont Television Network / Q1262316